# Space Brothers
«Space Brothers» (яп. 宇宙兄弟 Утю: кё:дай, «Космические братья») — сэйнэн-манга Тюи Коямы (яп. 小山宙哉). Выходит с  декабря 2007 года в журнале Morning издательства Коданся. По сюжету манги снят аниме-сериал и игровой фильм. В 2011 манга получила премию издательства Сёгакукан, а также премию издательства Коданся.

## Сюжет
Манга повествует о двух братьях, которые, увидев в детстве НЛО, решили стать астронавтами. Основное повествование начинается в будущем 2025 году, где полеты к Луне основаны на программе НАСА «Созвездие».

## Персонажи
Намба Мутта (яп. 南波 六太)
Главный герой, старший из двух братьев. Родился 28 октября 1993 года — в день, когда сборная Японии по футболу упустила победу в матче с Ираком и не попала на чемпионат мира в США (этот день японские футбольные болельщики окрестили «трагедией в Дохе» (яп. ドーハの悲劇 ドーハの悲劇, До:ха-но хигэки)), чем и любит объяснять свои неудачи. У Мутты от природы кучерявые непослушные волосы, из-за чего его часто называют Модзя-кун. После университета успешно работал в автомобилестроительной компании, но был уволен. В возрасте 31 года он пробует, вслед за младшим братом, стать астронавтом. Хотя у Мутты низкая самооценка, он обладает хорошей памятью и наблюдательностью.
Сэйю — Хироаки Хирата; Миюки Савасиро (в детстве)
В фильме — Сюн Огури; Рэй Накано (яп. 中野澪) (в детстве)
Намба Хибито (яп. 南波 日々人)
Младший брат Мутты. Родился 17 сентября 1996 года. Астронавт JAXA и первый японец, ступивший на Луну.
Сэйю — KENN (Кэнъитиро Охаси); Юуко Сампэй (яп. 三瓶由布子) (в детстве)
В фильме — Масаки Окада (яп. 岡田将生); Кайто Накасима (яп. 中島凱斗) (в детстве)
Макабэ Кэндзи (яп. 真壁 ケンジ)
Друг Мутты. Познакомился с ним на отборочных тестах в астронавты. Успешно прошёл тесты, тренируется вместе с Муттой и другими кандидатами. Кэндзи хороший семьянин, у него двое детей и жена Юки. Любит угадывать возраст людей и довольно точно это делает.
Сэйю — Масаюки Като (яп. 加藤将之)
В фильме — Ёсио Иноуэ (яп. 井上芳雄)

## Аниме
Аниме-адаптацию манги выпускает студия A-1 Pictures. Первая серия вышла в эфир 1 апреля 2012 года. Каждая серия в среднем охватывает две главы манги.
Специально для сериала астронавт Акихико Хосидэ, находясь на борту Международной космической станции, озвучил самого себя. Серия № 31, для которой впервые проводилась запись голоса сэйю из космоса, вышла в эфир 4 ноября 2012 года.

### Музыка
Вступительная заставка
1. «Feel So Moon» — Unicorn (1—13 серия)
2. «Юрика» (яп. 「ユリーカ」) — Sukima Switch (14—26 серия)
3. «Сказочный мир» (яп. 「夢見る世界」 Юмэмиру сэкай) — DOES (27—38 серия)
4. «Small World» — Fujifabric (39—51 серия)
5. «Неизчезающая картина» (яп. 「消えない絵」 Киэнай э) — Magokoro Brothers (с 52 серии)

Финальная заставка
1. «Прекрасный мир» (яп. 「素晴らしき世界」 Субарасий сэкай) — Rake (1—13 серия)
2. «Признание» (яп. 「告白」 Кокухаку) — Анджела Аки (14—26 серия)
3. «Тэтэ» (яп. 「テテ」) — Акихиса Кондо (27—38 серия)
4. «Goodbye Issac» — Хата Мотохиро (39—51 серия)
5. «Beyond» — Фукураха Михо (с 52 серии)